# Walter Catlett
Pour les articles homonymes, voir Catlett.
Walter Catlett est un acteur et scénariste américain né le 4 février 1889 à San Francisco, en Californie (États-Unis), mort le 14 novembre 1960 à Woodland Hills (Los Angeles).

## Filmographie

### comme acteur

#### Années 1920
- 1924 : Second Youth d'Albert Parker : John McNab
- 1926 : Célibataires d'été (Summer Bachelors) d'Allan Dwan : célibataire
- 1927 : The Music Master (en) d'Allan Dwan : Medicine Show Barker
- 1929 : Why Leave Home? de Raymond Cannon (+ scénariste) : Elmer
- 1929 : Married in Hollywood de Marcel Silver : Joe Glitner
- 1929 : Happy Days de Benjamin Stoloff

#### Années 1930
- 1930 : Nuits de Californie (Let's go places) de Frank R. Strayer : Rex Wardell
- 1930 : The Big Party de John G. Blystone : Mr Goldfarb
- 1930 : The Golden Calf (en) de Millard Webb : Maître de cérémonie
- 1930 : The Florodora Girl de Harry Beaumont : DeBoer
- 1931 : The Front Page de Lewis Milestone : Jimmy Murphy
- 1931 : Honeymoon Trio (en) de William Goodrich
- 1931 : La Blonde platine (Platinum Blonde) de Frank Capra : Bingy Baker
- 1931 : Maker of Men d'Edward Sedgwick : McNeil
- 1932 : Cock of the Air (en) de Tom Buckingham : Col. Wallace
- 1932 : Sky Devils d'A. Edward Sutherland et Busby Berkeley
- 1932 : The Expert (en) d'Archie Mayo : Al Diamond
- 1932 : It's Tough to Be Famous d'Alfred E. Green : Joseph Craig 'Joe' Chapin
- 1932 : Histoire d'un amour (Back Street) de John M. Stahl : Bakeless
- 1932 : Okay, America!, de Tay Garnett
- 1932 : Big City Blues de Mervyn LeRoy : Cousin 'Gibby' Gibboney
- 1932 : Pluie (Rain) de Lewis Milestone : Quartermaster Bates
- 1932 : The Sport Parade (en) de Dudley Murphy : Shifty Morrison, Promoter
- 1932 : Rockabye de George Cukor et George Fitzmaurice : Jimmy Dunn
- 1933 : Olsen's Big Moment (en) de Malcolm St. Clair : Robert Brewster III
- 1933 : Private Jones (en) de Russell Mack : Spivey
- 1933 : Roadhouse Queen de Leslie Pearce
- 1933 : Daddy Knows Best de Leslie Pearce
- 1933 : Mama Loves Papa de Norman Z. McLeod : Tom Walker
- 1933 : Arizona to Broadway de James Tinling : Ned Flynn
- 1933 : Une nuit seulement (Only Yesterday) de John M. Stahl : Barnes
- 1934 : So This Is Harris ! de Mark Sandrich : Walter Catlett
- 1934 : Unknown Blonde (en) de Hobart Henley : Publicity Man
- 1934 : Le capitaine déteste la mer (The Captain Hates the Sea) de Lewis Milestone : Joe Silvers, bartender
- 1934 : Lightning Strikes Twice de King Vidor : Gus
- 1935 : Every Night at Eight de Raoul Walsh : Master of Ceremonies
- 1935 : The Affair of Susan de Kurt Neumann : Gilbert
- 1935 : Le Marquis de Saint-Evremont (A Tale of Two Cities) de Jack Conway : Barsad
- 1936 : L'Extravagant Mr. Deeds (Mr. Deeds Goes to Town) de Frank Capra : Morrow
- 1936 : We Went to College (en) de Joseph Santley : Sen. Budger
- 1936 : Suivez votre cœur (Follow Your Heart) d'Aubrey Scotto : Sheldon
- 1936 : Caïn et Mabel (Cain and Mabel) de Lloyd Bacon : Jacob 'Jake' Sherman
- 1936 : Four Days' Wonder (en) de Sidney Salkow : Duffy
- 1936 : Saint-Louis Blues (Banjo on My Knee) de John Cromwell : Warfield Scott
- 1936 : Sing Me a Love Song (en) de Ray Enright : Mr Sprague
- 1936 : I Loved a Soldier (film inachevé) de Henry Hathaway
- 1937 : Sur l'avenue (On the Avenue) de Roy Del Ruth : Jake Dibble
- 1937 : L'Amour en première page (Love Is News) de Tay Garnett : Eddie Johnson
- 1937 : Wake Up and Live (en) de Sidney Lanfield : Gus Avery
- 1937 : Aventure en Espagne (Love Under Fire) : Tip Conway
- 1937 : La Revue du collège (Varsity Show) de William Keighley : Prof. Sylvester Biddle
- 1937 : Charmante Famille (Danger-Love at Work) d'Otto Preminger : Oncle Alan
- 1937 : Fifi peau de pêche (Every Day's a Holiday ) d'A. Edward Sutherland : Nifty Bailey
- 1938 : L'Impossible Monsieur Bébé (Bringing Up Baby) de Howard Hawks : Constable Slocum
- 1938 : Le Cavalier errant (Going Places) de Ray Enright : Franklin Dexter
- 1939 : Zaza de George Cukor : Marlardot
- 1939 : Exile Express (en) d'Otis Garrett : Gus
- 1939 : Kid Nightingale (en) de George Amy : Alonzo P. 'Honest Skip' Davis

#### Années 1940
- 1940 : Remedy for Riches (en) d'Erle C. Kenton : Clem
- 1940 : Pinocchio de Hamilton Luske et Ben Sharpsteen : Honest John (voix)
- 1940 : Half a Sinner (en) d'Al Christie : Turnpike Gas Station Attendant
- 1940 : Pop Always Pays (en) de Leslie Goodwins : Tommy Lane
- 1940 : Deux Nigauds chez les barbus (Comin' Round the Mountain) de Charles Lamont : W.P.A. Clerk
- 1940 : Chanson d'avril (Spring Parade) de Henry Koster : Headwaiter
- 1940 : The Quarterback (en) de H. Bruce Humberstone : Tom
- 1940 : Li'l Abner d'Albert S. Rogell : Barber
- 1941 : Honeymoon for Three de Lloyd Bacon : Tomahawk Inn Waiter
- 1941 : The Wild Man of Borneo de Robert B. Sinclair : 'Doc' Skelby
- 1941 : You're the One (en) de Ralph Murphy : Program Director
- 1941 : L'Île de l'épouvante (Horror Island) de George Waggner : Sergeant McGoon
- 1941 : Million Dollar Baby de Curtis Bernhardt : Mr Simpson
- 1941 : Hello, Sucker (en) d'Edward F. Cline : Conway
- 1941 : Bad Men of Missouri (en) de Ray Enright : Mr Pettibone
- 1941 : L'Entraîneuse fatale (Manpower) de Raoul Walsh : Sidney Whipple
- 1941 : Histoire inachevée (Unfinished business) de Gregory La Cava : Billy Ross
- 1941 : Sing Another Chorus (en) de Charles Lamont : Theodore Gateson
- 1941 : Ève a commencé (Its Started With Eve) d'Henry Koster : Docteur Harvey
- 1941 : Steel Against the Sky (en) de A. Edward Sutherland : Professeur Rupert Sampson
- 1942 : Wild Bill Hickok Rides (en) de Ray Enright : Sylvester W. Twigg
- 1942 : Mon amie Sally (My Gal Sal) d'Irving Cummings : Col. Truckee
- 1942 : La Glorieuse Parade (Yankee Doodle Dandy) de Michael Curtiz : Manager
- 1942 : Maisie Gets Her Man (en) de Roy Del Ruth : Jasper
- 1942 : Give Out, Sisters d'Edward F. Cline : Gribble
- 1942 : Le Fruit vert (Between Us Girls) de Henry Koster : Sergent au burau
- 1942 : Heart of the Golden West (en) de Joseph Kane : Colonel Silas Popen
- 1943 : They Got Me Covered de David Butler : Hotel manager
- 1943 : Hit Parade of 1943 d'Albert S. Rogell : J. MacClellan Davis
- 1943 : Cowboy in Manhattan (en) de Frank Woodruff : Ace Robbins
- 1943 : Get Going (en) de Jean Yarbrough : Horace Doblem
- 1943 : The West Side Kid de George Sherman : Ramsey Fensel
- 1943 : Fired Wife (en) de Charles Lamont : Juge
- 1943 : La Sœur de son valet (His Butler's Sister)  Frank Borzage : Kalb
- 1944 : Un fou s'en va-t-en guerre (Up in Arms) de Elliott Nugent : Maj. Brock, Psychiatrist
- 1944 : Hat Check Honey d'Edward F. Cline : Tim Martel
- 1944 : Her Primitive Man (en) de Charles Lamont : Hotel Clerk
- 1944 : Invitation à la danse (Lady, Let's Dance) de Frank Woodruff : Timber Applegate
- 1944 : Chasseurs de fantômes (Ghost Catchers) d'Edward F. Cline : Col. Breckinridge Marshall
- 1944 : Pardon My Rhythm (en) de Felix E. Feist : O'Bannion
- 1944 : Trois c'est une famille (Three Is a Family) d'Edward Ludwig : Barney Meeker
- 1944 : My Gal Loves Music (en) d'Edward C. Lilley : Dr Bilbo
- 1944 : Hi, Beautiful (en) de Leslie Goodwins : Gerald Bisbee
- 1944 : Lake Placid Serenade (en) de Steve Sekely : Carlton Webb
- 1945 : The Man Who Walked Alone de Christy Cabanne : Wiggins
- 1945 : I Love a Bandleader (en) de Del Lord : B. Templeton James
- 1946 : Riverboat Rhythm (en) de Leslie Goodwins : Colonel Jeffrey 'Smitty' Witherspoon
- 1946 : Slightly Scandalous (en) de Will Jason (en) : Mr Wright
- 1947 : I'll Be Yours (en) de William A. Seiter : Mr Buckingham
- 1948 : Mr. Reckless (en) de Frank McDonald : Joel Hawkins
- 1948 : Faisons les fous (Are You with It?) de 	Jack Hively : Jason (Pop) Carter
- 1948 : Le Garçon aux cheveux verts (The Boy with Green Hair) de Joseph Losey : The King
- 1949 : Henry, the Rainmaker (en) de Jean Yarbrough : Mayor Colton
- 1949 : Leave It to Henry (en) de Jean Yarbrough : Mayor Colton
- 1949 : Chanson dans la nuit (Dancing in the Dark) d'Irving Reis : Joe Brooks
- 1949 : Vive monsieur le maire (The Inspector General) de Henry Koster : Colonel Castine

#### Années 1950
- 1950 : Father Makes Good (en) de Jean Yarbrough : Mayor Colton
- 1950 : Father's Wild Game (en) de Herbert I. Leeds : Mayor George Colton
- 1951 : Father Takes the Air (en) de Frank McDonald : Mayor Colton
- 1951 : Si l'on mariait papa (Here Comes the Groom) de Frank Capra : Mr McGonigle
- 1951 : Honeychile (en) de R. G. Springsteen : Al Moore
- 1956 : Davy Crockett et les Pirates de la rivière (Davy Crockett and the River Pirates) de Norman Foster : Col. Plug
- 1956 : La Loi du Seigneur (Friendly Persuasion) de William Wyler : Prof. Waldo Quigley
- 1957 : L'Ingrate cité (en) (Beau James) de Melville Shavelson : Gov. Alfred E. 'Al' Smith